# Daksza

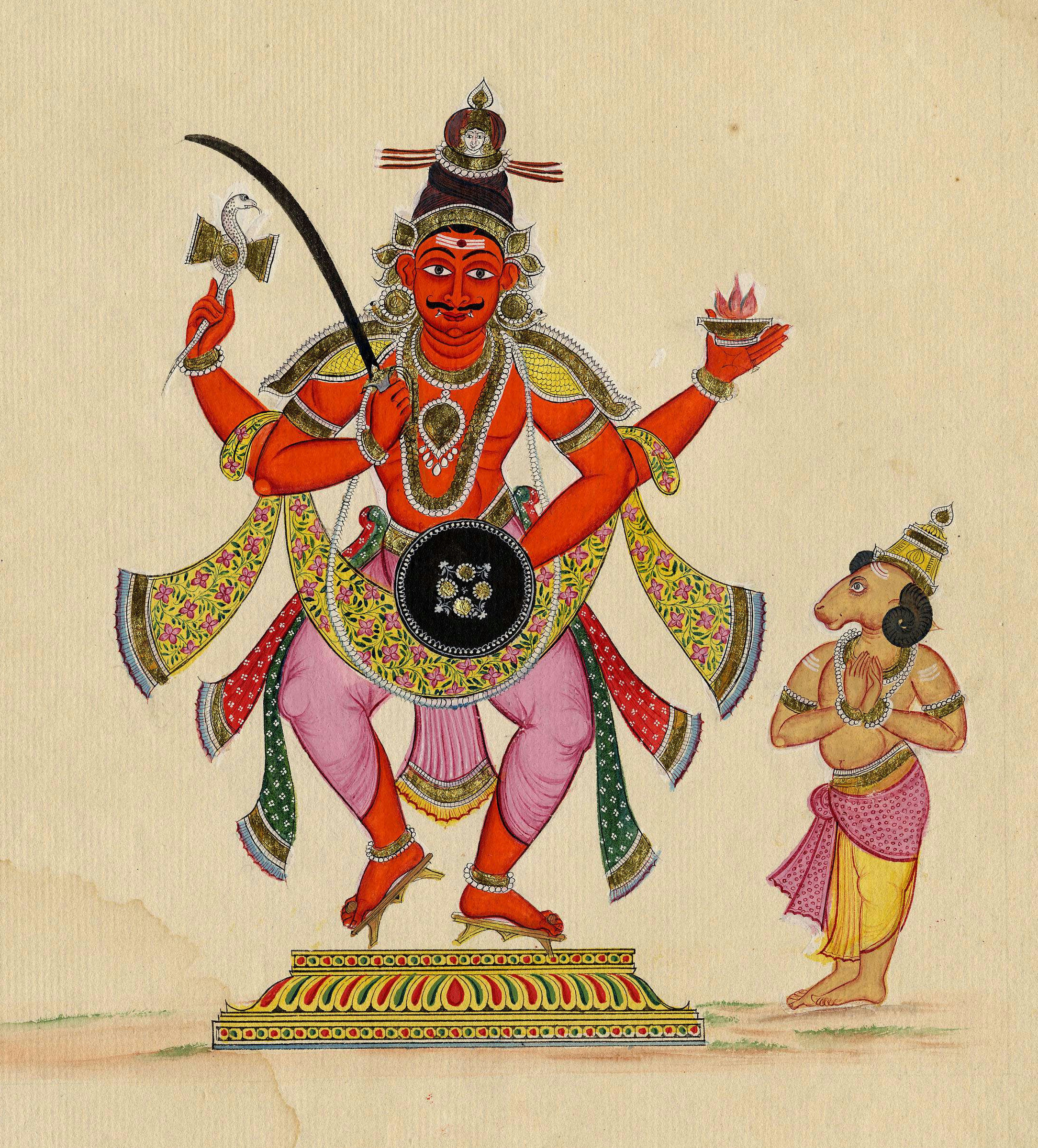
Brahmarszi Daksza z twarzą kozła (po prawej) stojący przed Śiwą w jego formie Wirabhadry.

Daksza (dewanagari दक्ष, trl. Dakṣa, ang. Daksha, Rytualna umiejętność) – jeden z synów Brahmy, starożytny natchniony mędrzec indyjski (ryszi – dewanagari ऋषि, trl. ṛṣi, ang. rishi). Teść Dharmy, Kaśjapy, Ćandry i Śiwy. Daksza zaludnił wszechświat. Dzięki swojemu zaangażowaniu, brahmarszi Daksza został uhonorowany godnością pierwszego pośród pradźapatich. Zostawszy najważniejszym z pradźapatich, stał się egoistyczny i obraził samego Śiwę.

## Pochodzenie i postacie powiązane

### Pochodzenie
- Zgodnie z Wisznupuraną[2] i Kurmapuraną[3] oraz naukami Guru adźapajogi[4] mędrzec Daksza jest jednym z dziewięciu, stworzonych przez Brahmę w pierwszej manwantarze, wielkich starożytnych mędrców zwanych nawabrahmarszimi (dziewięcioma brahmarszimi). Pozostałych ośmiu to: Marići, Bhrygu, Angiras, Pulastja, Pulaha, Kratu, Atri i Wasisztha.
- Mędrzec Daksza jest jednym z pradźapatich (dewanagari प्रजापति, trl. prajāpati, ang. Prajapati, tłum. pan stworzeń, praojciec ludzkości, obrońca życia) oraz manasaputra – zrodzonym z umysłu Brahmy. Brahma po prostu powołał go do istnienia swoim pragnieniem, aby towarzyszył mu w procesie tworzenia.
- W niektórych hinduskich pismach świętych mówi się o tym, że Daksza został zrodzony z prawego kciuka Brahmy[1].
- W Puranach można odnaleźć podania, iż Daksza narodził się w cudowny sposób jako siódmy syn z dużego palca prawej nogi[5] lub z kciuka Brahmy[6].

### Żony i potomstwo
W początkowym okresie tworzenia Brahma w celu zwiększenia populacji wszechświata podzielił swoje ciało na dwie części. Jedna część, to męski aspekt kreacji znany jako Swajambhuwa Manu (dewanagari स्वायम्भुव मनु, trl. svāyambhuva manu, ang. Svayambhuva Manu). Druga część, to żeński aspekt kreacji znany jako Śatarupa (dewanagari शतरूप, trl. śatarūpa, ang. Shatarupa, tłum literalnie śata-rūpa = posiadająca sto form). Ci pierwsi rodzice mieli dwóch synów Prijawrata (dewanagari प्रियव्रत, trl. priyavrata, ang. Priyavrata) i Uttanapada (dewanagari उत्तानपादज, trl. uttānapādaja, ang. Uttanapada) oraz dwie córki Akuti (dewanagari आकूति, trl. ākūti, ang. Akuti) i Prasuti (dewanagari प्रसूति, trl. prasūti, ang. Prasuti). Bhagawatapurana wspomina jeszcze o trzeciej córce imieniem Dewahuti (dewanagari देवहूति, trl. devahūti ang. Devahuti)

Mędrzec Daksza widząc działania swego ojca Brahmy w zakresie kreacji, również starał się wziąć udział w zaludnianiu świata. Medytując chciał stworzyć synów ze swojego umysłu, ale nie zdołał osiągnąć pożądanych rezultatów. Wówczas Brahma poinstruował go, by poślubił Prasuti (Prasuti znana jest również pod imieniem Asikli), aby populacja mogła się zwiększyć w drodze naturalnego procesu reprodukcji. Podążając za wolą ojca, mędrzec Daksza ożenił się z Prasuti i spłodził tysiąc (niektóre źródła mówią o 5, a nawet 10 tysiącach) synów. Nazywali się oni Harjaśwa (dewanagari हर्यश्व, trl. harjaśwa, ang. Haryashvas, Szczęśliwe Konie). Maharszi Narada poinstruował ich, aby podążyli ścieżką samorealizacji.
Następnie Brahmarszi Daksza spłodził kolejnych tysiąc synów, którzy później stali się znani jako Śawalaśwa (ang. Shavalshvas Szybkie Konie). Oni również podążyli śladem swoich starszych braci, zgodnie z instrukcją maharsziego Narady. Niestety synowie Dakszy nie spełnili pokładanych w nich przez ojca nadziei i nie uczestniczyli w procesie zaludniania wszechświata podążając ścieżką samorealizacji wskazaną im przez Nardadę.
Następnie Brahmarszi Daksza spłodził 60 córek i wydał je za mąż za godnych tego mężów:
- zależnie od źródła trzynaście lub dziesięć z nich zostało małżonkami boga Dharmy. Były to:

| Lp. | według Wisznupurany[11] | według Wisznupurany[11]                                                 | według Bhagawatapurany Canto 4.01.49-52[12] | według Bhagawatapurany Canto 4.01.49-52[12]              | według Mahabharaty[13] | według Mahabharaty[13]                           |
| Lp. | imię córki              | transliteracja pisma dewanagari                                         | imię córki                                  | transliteracja pisma dewanagari                          | imię córki             | transliteracja pisma dewanagari                  |
| --- | ----------------------- | ----------------------------------------------------------------------- | ------------------------------------------- | -------------------------------------------------------- | ---------------------- | ------------------------------------------------ |
| 1   | Śraddha                 | dewanagari श्रद्धा, trl. śraddhā, ang. Sraddha                             | Śraddha                                     | dewanagari श्रद्धा, trl. śraddhā, ang. Sraddha, tłum. wiara | Arundathi              | dewanagari अरुन्धती, trl. arundhatī, ang. Arundathi |
| 2   | Lakszmi                 | dewanagari लक्ष्मी, trl. lakṣmī, ang. Lakshmi, tłum. dobrobyt, pomyślność  | Maitri                                      | dewanagari मैत्री, trl. maitrī, ang. Maitri                 | Wasu                   | dewanagari वसु, trl. vasu, ang. Vasu              |
| 3   | Dhryti                  | dewanagari धृति, trl. dhṛti, ang. Dhriti, tłum. stałość                   | Daja                                        | dewanagari दया, trl. dayā, ang. Daya                      | Jami / Dźami           | trl. yāmi / jāmi, ang. Yami / Jami               |
| 4   | Tuszti                  | dewanagari तुष्टि, trl. tuṣṭi, ang. Tushti, tłum. zadowolenie, przyjemność | Tuszti                                      | dewanagari तुष्टि, trl. tuṣṭi, ang. Tushti                  | Langha / Lamba         | trl. langha / lamba                              |
| 5   | Puszti                  | dewanagari पुष्टि, trl. puṣṭi, ang. Pushti, tłum. rozwój, kompletność      | Puszti                                      | dewanagari पुष्टि, trl. puṣṭi, ang. Pushti                  | Bhanu                  | dewanagari भानु, trl. bhānu, ang. Bhanu            |
| 6   | Medha                   | dewanagari मेधा, trl. medhā, ang. Medha, tłum. inteligencja, mądrość      | Medha                                       | dewanagari मेधा, trl. medhā, ang. Medha                    | Marudwati              | trl. marudvati, ang. Marudvati                   |
| 7   | Krija                   | dewanagari क्रिया, trl. kriyā, ang. Kriya, tłum. ruch, oddanie             | Krija                                       | dewanagari क्रिया, trl. kriyā, ang. Kriya                   | Samkalpa               | dewanagari संकल्प, trl. saṃkalpa, ang. Samkalpa    |
| 8   | Buddhi                  | dewanagari बुद्धि, trl. buddhi, ang. Buddhi, tłum. rozum, intelekt         | Buddhi                                      | dewanagari बुद्धि, trl. buddhi, ang. Buddhi                 | Muhurta                | dewanagari मुहूर्त, trl. muhūrta, ang. Muhurta      |
| 9   | Lajja                   | dewanagari लज्जा, trl. lajjā, ang. Lajja, tłum. skromność                 | Unnati                                      | dewanagari उन्नति, trl. unnati, ang. Unnati                | Sadhja                 | dewanagari साध्य, trl. sādhya, ang. Sadhya         |
| 10  | Wapu                    | dewanagari वपु, trl. vapu, ang. Vapu, tłum. ciało                        | Titiksza                                    | dewanagari तितिक्षा, trl. titikṣā, ang. Titiksha             | Wiśwa                  | dewanagari विश्व, trl. viśva, ang. Vishva          |
| 11  | Śanti                   | dewanagari शान्ति, trl. śānti, ang. Santi, tłum. pokuta                    | Śanti                                       | dewanagari शान्ति, trl. śānti, ang. Santi                   |                        |                                                  |
| 12  | Siddhi                  | dewanagari सिद्धि, trl. siddhi, ang. Siddhi, tłum. doskonałość             | Hri                                         | dewanagari ह्री, trl. hrī, ang. Hri                        |                        |                                                  |
| 13  | Kirti                   | dewanagari कीर्ति, trl. kīrti, ang. Kirti, tłum. sława                     | Muri                                        | dewanagari मूर्ति, trl. mūrti, ang. Muri                    |                        |                                                  |
- kolejnych trzynaście zostało małżonkami mędrca Kaśjapy. Były to:

1. Aditi (dewanagari अदिति)[14] (matka bogów zwanych aditjami),
2. Diti (dewanagari दिति, trl. Dīti)[15] (matka tytanów zwanych dajtjami),
3. Ariszta (dewanagari अरिष्ट, trl. Ariṣṭa, ang. Arishta), (matka istot zwanych Gandharwami),
4. Surasa (dewanagari सुरस)[16] (matka wężowatych istot zwanych nagami. W Puranach mówi się o niej jako o matce rakszasów),
5. Muni (dewanagari मुनी, trl. Munī), (matka boginek zwanych apsarami),
6. Surabhi (dewanagari सुरभि, trl. Surabhī), (matka wszelkiego bydła rogatego),
7. Winata (dewanagari विनत, ang. Vinata), (urodziła mu dwóch synów Arunę i Garudę znanych jako Suparna),
8. Tamra (dewanagari ताम्र, trl. Tāmra), (matka wszystkich ptaków),
9. Krodhawaśa (dewanagari क्रोधवश, trl. Krodhavaśa ang. Krodhavasha), (matka rakszasów),
10. Ila (dewanagari इला, trl. Ilā)[10] (jest matką drzew i ziół),
11. Kadru (dewanagari कद्रू, trl. Kadrū), (również jest uważana za matkę nagów. Najbardziej znani z nich to: Ananta, Wasuki i Takszaka),
12. Kasa (dewanagari कास, trl. Kāsa, ang. Khasa)[10] (jest matką półbogów zwanych jakszami) i
13. Danu (dewanagari दानु, trl. Dānu), (miała stu synów, najbardziej znanym wśród nich był Wipraćitti. Oni i ich potomkowie znani byli jako danawowie)[17].

- dwadzieścia siedem zwanych również nakszatrasami zostało małżonkami Ćandry. Były to:

1. Aświni (dewanagari अश्विनि, trl. aśvinī, ang. Ashvini)
2. Bharani (dewanagari भरणी, trl. bharaṇī, ang. Bharani)
3. Kryttika (dewanagari कृत्तिका, trl. Kṛttikā, ang. Kryttika)
4. Rohini (dewanagari रोहिणी, trl. rohiṇī, ang. Rohini)
5. Mrygaśira (dewanagari म्रृगशीर्षा, trl. mṛgaśīrā, ang. Mrigashira)
6. Ardra (dewanagari आर्द्रा, trl. ārdrā, ang. Ardra)
7. Punarwasu (dewanagari पुनर्वसु, trl., punarvasu ang. Punarvasu)
8. Puszja (dewanagari पुष्य, trl. puṣya, ang. Pushya)
9. Aślesza (dewanagari आश्लेषा, trl. āśleṣā, ang. Asalesha lub Ashlesha, tłum. obejmować)
10. Magha (dewanagari मघा, trl. maghā, ang. Magha)
11. Purwa lub Purwa Phalguni (dewanagari पूर्व फाल्गुनी lub पूर्वाफाल्गुनी, trl. pūrva phālgunī lub pūrvaphalgunī ang. Purva Phalguni)
12. Uttara lub Uttara Phalguni (dewanagari उत्तर फाल्गुनी lub उत्तराफाल्गुनी, trl. uttara phālgunī lub uttaraphālgunī, ang. Uttara Phalguni)
13. Hasta (dewanagari हस्ता, trl. hastā, ang. Hasta)
14. Ćaitra (dewanagari चैत्र, trl. caitra, ang. Chaitra)
15. Swati (dewanagari स्वाति, trl. svātī, ang. Swati)
16. Wajśakha (dewanagari विशाखा, trl. viśākha, ang. Vishaka)
17. Anuradha (dewanagari अनुराधा, trl. anurādhā, ang. Anuradha)
18. Dźjesztha (dewanagari ज्येष्ठा, trl. jyeṣṭhā, ang. Jyeshtha)
19. Mula (dewanagari मूल, trl. mūla, ang. Mula)
20. Purwa Aszadha (dewanagari पूर्वाषाढा, trl. pūrvāṣāḍhā, ang. Purva Ashadha)
21. Uttara Aszadha (dewanagari उत्तराषाढा, trl., uttarāṣāḍhā ang. Uttara Ashadha)
22. Śrawana (dewanagari श्रवण, trl., śrāvaṇa ang. Shravana)
23. Szrawisztha lub Dhanisztha ((dewanagari श्रविष्ठा, trl. śrāviṣṭha) lub (dewanagari धनिष्ठा, trl. dhaniṣṭha), ang. Shravishtha lub Dhanishta)
24. Śatabhisza (dewanagari शतभिषा, trl. śātabhiṣa ang. Shatabhisha)
25. Purwa Bhadrapada (dewanagari पूर्वभाद्रपदा, trl. pūrvābhādrapadā, ang. Pūrva Bhādrapadā)
26. Uttara Bhadrapada lub Uttara Bhadra (dewanagari उत्तरभाद्रपदा, trl. Uttara Bhādrapadā, ang. Uttara Bhādrapadā)
27. Rewati (dewanagari रेवती, trl. revatī, ang. Revati)[13].

- oraz jedenaście młodszych o jasnych oczach zostało poślubionych przez[18]:

| Lp. | imię córki | transliteracja pisma dewanagari               | imię męża |
| --- | ---------- | --------------------------------------------- | --------- |
| 1   | Sati       | dewanagari सती, trl. satī, ang. Sati           | Śiwa      |
| 2   | Khjati     | dewanagari ख्याति, trl. khyāti, ang. Khyati      | Bhrygu    |
| 3   | Sambhuti   | dewanagari संभूति, trl. saṃbhūti, ang. Shambhuti | Marići    |
| 4   | Smryti     | dewanagari स्मृति, trl. smṛti, ang. Smriti       | Angiras   |
| 5   | Priti      | dewanagari प्रीति, trl. prīti, ang. Priti        | Pulastja  |
| 6   | Kszama     | dewanagari क्षमा, trl. kṣamā, ang. Kshama       | Pulaha    |
| 7   | Samnati    | dewanagari संनति, trl. saṃnati, ang. Sannati    | Kratu     |
| 8   | Anasuja    | dewanagari अनसूया, trl. anasūyā, ang. Anasuya   | Atri      |
| 9   | Urdźa      | dewanagari ऊर्जा, trl. ūrjā, ang. Urja          | Wasisztha |
| 10  | Swaha      | dewanagari स्वाहा, trl. svāhā, ang. Svaha        | Agni      |
| 11  | Swadha     | dewanagari स्वधा, trl. svadhā, ang. Svadha      | Agni      |

## Recepcja w literaturze religijnej

### Historia Sati (Śakti) i Śiwy
Kiedy dobiegał końca Złoty Wiek Wszechświata – satjajuga (dewanagari सत्य युग, ang. Satya Yuga) i rozpoczynał kolejny okres zwany tretajuga pierwszy wiek degradacji, Śiwa, boski wzór ascetów i joginów, nadal pochłonięty był najgłębszą medytacją. Jej rygory spowodowały taki upał, że ludzkości groziła zagłada. Brahma, Stwórca, martwił się tą sytuacją. Poprosił Paraambę (żeński aspekt absolutu personifikowany jako Śakti), aby oderwała uwagę Śiwy od intensywnej medytacji i wciągnęła go w grę miłosną, by natura mogła się nadal rozwijać, a nie być zniszczona przez suszę. Paraamba zgodziła się przybrać kolejną formę, aby uwieść w niej Śiwę. Dzięki boskiej mocy udało się jej wzniecić zainteresowanie Śiwy nie tylko swą wspaniałą urodą, ale także wielkim ascetyzmem.
Z kolei Brahma polecił swojemu synowi Brahmarsziemu Dakszy aby intensywnie medytował z pragnieniem, by Paraamba narodziła się jako jego córka. Brahmarszi Daksza był bardzo oddanym i posłusznym synem. Z chęcią zaakceptował polecenie ojca i wykonywał bardzo ciężką pokutę przez 3 tysiące boskich lat (według niektórych źródeł hinduskich 1 boska sekunda jest równa 100 latom współczesnej ery). Paraamba była bardzo zadowolona ze starań Dakszy. Po tym wszystkim, pewnego dnia oboje małżonkowie, Daksza i Praśuti, pomodlili się do Paraamby, aby przyszła na świat jako ich córka. Narodziła się ona jako ich pierwsza córka o imieniu Sati (dewanagari सती, trl. Satī, tłum. Ta, która jest), zwana również Dakszajani (dewanagari दाक्षायणी, trl. Dākṣāyaṇi, ang. Dakshayani) i wykonywała intensywną medytację, aby zostać żoną Śiwy.

### Jadźńa Dakszy
Brahmarszi Daksza nigdy nie lubił Śiwy, nazywając go brudnym, wędrownym ascetą i śmiejąc się, że jest wielkim joginem kohort goblinów i upiorów.
Jednakże Sati nie zważając na zakazy ojca poślubiła ukochanego Śiwę, a on bardzo pokochał swoją małżonkę. Sati po ślubie z Śiwą opuściła pałac swojego ojca i zamieszkała z ukochanym mężem w jego górskiej pustelni, dlatego też często zwana jest jako „Pani Gór”.
Od momentu kiedy Sati wbrew woli ojca poślubiła Śiwę, Brahmarszi Daksza okazywał jeszcze większą niechęć do Śiwy.

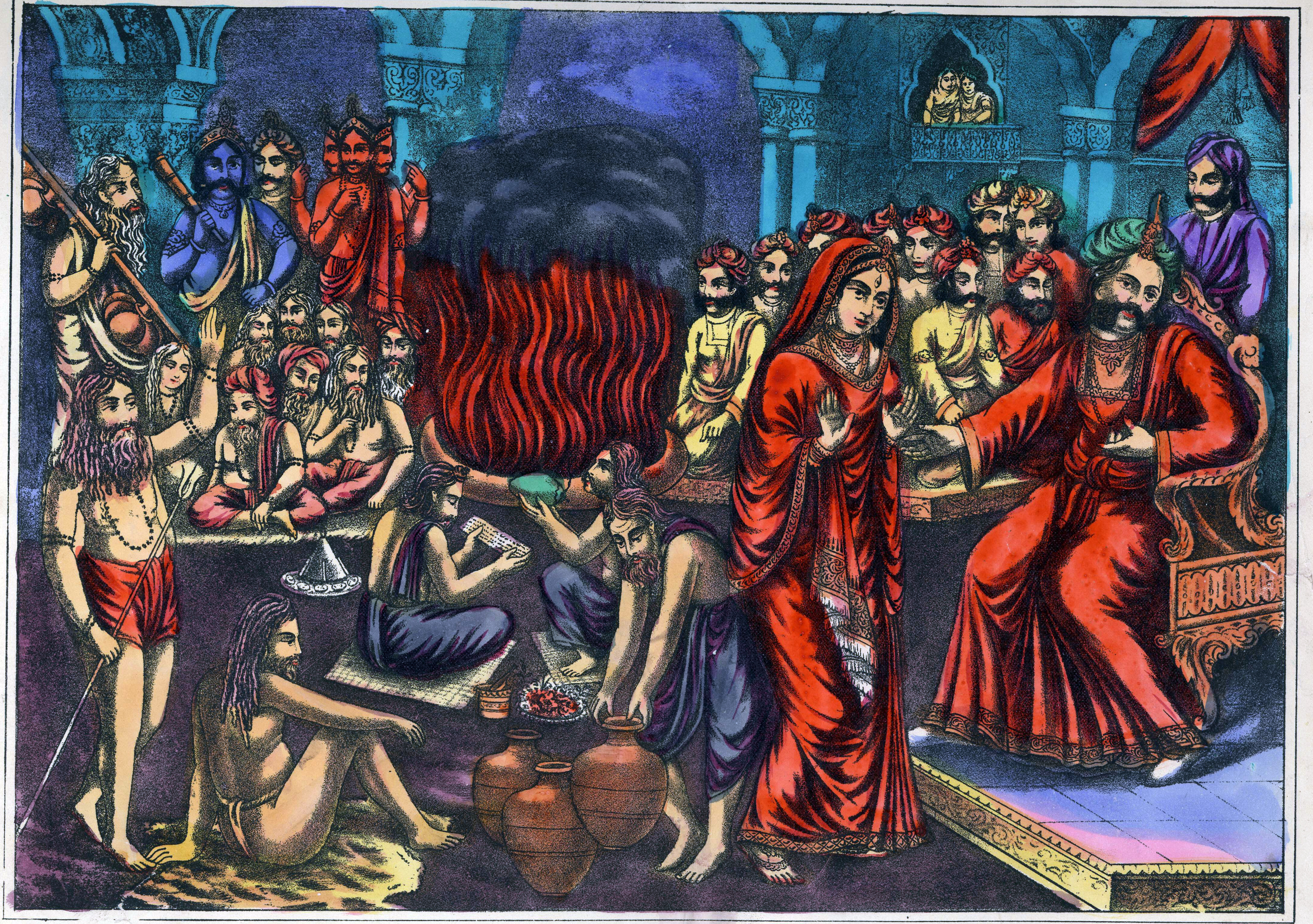
Sati podczas ofiarnej jadźńy.

Pewnego razu Brahamrszi Daksza postanowił wykonać wielką ceremonię jadźńy na cześć Wisznu. Na tę uroczystość zostali zaproszeni członkowie rodziny i przyjaciele, bogowie i wielcy święci ryszi, nie zabrakło tam dworzan i poddanych. Jednakże Daksza świadomie z tej listy wykluczył swoją córkę Sati i zięcia Śiwę. Dla Śiwy brak zaproszenia ze strony teścia był zupełnie obojętny, natomiast Sati poczuła się znieważona tym, że ojciec nie zaprosił jej i jej ukochanego męża na tak wielką jadźńę. Postanowiła więc za zgodą swojego męża sama bez zaproszenia udać się na dwór ojca przypuszczając, że bez względu na wszystko, jako córka króla będzie mile widziana.

Odrzucona przez ojca i traktowane z lekceważeniem, Sati jednak zachowała spokój, mimo że jej ojciec nie zaprosił jej męża Śiwy, a tym samym według tradycji honorowego członka rodziny, co musiało być bardzo ciężkie do zniesienia dla niej. Jednakże na widok bezwstydnego obrażania i powtarzających się zniewag rzucanych pod adresem Śiwy przez króla Dakszę i jego dworzan, Sati postanowiła ofiarować siebie i popełnić samobójstwo, rzucając się w ofiarny ogień jadźńy z żalu za obrazy dokonane na ukochanym mężu.
Słysząc co się stało z ukochaną małżonką, Śiwa w swojej strasznej formie niszczyciela Rudry pojawił się od razu na środku sali i zaczął atakować wszystkich obecnych gości, natomiast demony przywołane przez Bhirgu pokonały demony towarzyszące Śiwie i następnie powróciły do swoich siedzib. Śiwa był pełen gniewu na swojego teścia Dakszę, że ten mógł w tak podły sposób zranić swoją własną córkę. Śiwa złapał pukiel jego włosów, obciął go i rzucił na ziemię. Z jednego kosmku powstał okrutny Wirabhadra (dewanagari वीरभद्र, trl. vīrabhadra, ang. Virabhadra lub Veerabhadraa) z drugiego straszna Rudrakali (forma bogini Kali towarzysząca Wirabhadrdzie), natomiast z gniewu Sati powstała Bhadrakali. Powstałe w ten sposób demony na rozkaz Śiwy zaatakowały i zabiły wielu gości. W swoim gniewie Śiwa obciął głowę Dakszy i rzucił ją w ogień ofiarny. Przerażeni i z wyrzutami sumienia pozostali goście postanowili przebłagać Śiwę. Błagali go o miłosierdzie, żeby przywrócił życie Dakszy i pozwolił na zakończenie ofiary. Na prośbę samego Brahmy Śiwa okazał się wielce łaskawy, wskrzeszając Dakszę. Jednakże nie mogąc odnaleźć jego głowy, przywrócił go do życia, przyprawiając mu głową kozła.
Powróciwszy do życia, Brahmarszi Daksza zdał sobie sprawę z wielkiego grzechu, który popełnił i pochwalił Śiwę za słuszne ukaranie go i obcięcie głowy, która popełniła grzech. Poprosił o przebaczenie i wyraził swoją wdzięczność za przywrócenie go do życia z głową kozła.
Sati w następnym wcieleniu odrodziła się jako Parwati i ponownie wzięła ślub z Śiwą, od tej pory już nigdy się z nim nie rozstając. To jest powód, dla którego Śiwa, mając dwie żony, pozostał monogamistą, ponieważ była to ta sama dusza w dwóch wcieleniach.

### Historia Rohini i Ćandry
Dwadzieścia siedem z sześćdziesięciu córek Dakszy i Praśuti zostało małżonkami boga księżyca Ćandry. Daksza zawsze dbał o dobro swoich córek (z wyjątkiem Sati), często kosztem złych relacji ze swoimi zięciami. Tak było również w przypadku Ćandry, który ze wszystkich córek Dakszy najbardziej umiłował piękną Rohini (dewanagari रोहिणी, trl. Rohiṇī). Siostry rozmawiały o tym z Rohini, ale ona odpowiedziała, że nie robi nic szczególnego aby taka sytuacja miała miejsce. Rohini postanowiła porozmawiać ze swoim mężem i powiedziała: Dlaczego nie pójdziesz do innych moich sióstr? czują się samotne i zaniedbane. Ta rozmowa jednak nic nie zmieniła i Ćandra nadal najwięcej uwagi poświęcał Rohini. Pozostałe córki czując się zazdrosne o Rohini i porzucone przez swojego męża powróciły do rodzinnego domu zwróciły się z prośbą o pomoc do swojego ojca Brahmarsziego Dakszy.
Ten wezwał boga Ćandrę i w ostry sposób upomniał go, mówiąc: Ty ożeniłeś się ze wszystkimi moimi dwudziestoma siedmioma córkami, więc twoim obowiązkiem jest dbać o wszystkie z nich bez rozróżniania między nimi. Jak możesz być tak wybrednym? Nie miałeś prawa do poślubienia wszystkich moich córek jeśli pragniesz tylko Rohini. Ćandra wysłuchał swojego teścia i obiecał, że będzie jednakowo zajmował się wszystkimi swoimi 27 małżonkami. Zadowolony z odpowiedzi Daksza odesłał 26 swoich córek z powrotem do pałacu Ćandry. Jednakże Ćandra wkrótce zapomniał o swojej obietnicy i ponownie całą swoją uwagę poświęcał pięknej Rohini zaniedbując pozostałe 26 swoich żon. Ponownie córki udały się do swojego ojca i opowiedziały jak zaniedbuje je ich mąż.
Tym razem Brahmarszi Daksza wpadł we wściekłość i udał się osobiście do pałacu Ćandry i przeklął go mówiąc: Ponieważ ignorowałeś dwadzieścia sześć moich córek będących twoimi żonami, przeklinam ciebie. Od teraz będziesz wielkości tylko jednej dwudziestej szóstej twojego obecnego rozmiaru. Ćandra bardzo zachorował i nikt nie potrafił go wyleczyć. Był bardzo chudy i wycieńczony. Rohini widząc zły stan zdrowia swojego męża udała się do ojca z prośbą aby zdjął z niego swoją klątwę. Daksza odpowiedział, że nie może tego zrobić, jednak może zmienić swoje przekleństwo aby złagodzić jego skutki dla Ćandry. Ponownie udał się do swojego zięcia i powiedział: „Odtąd będziesz pozostawał zdrowym i słabym na przemian. Nie możesz być ponownie takim jak dawniej po tym co uczyniłeś moim 26 córkom”.

Dlatego obserwujemy, że Księżyc na przemian zmniejsza rozmiar, po czym wraca do swojej normalnej wielkości.

## Recepcja w nurtach hinduistycznych

### Adźapajoga

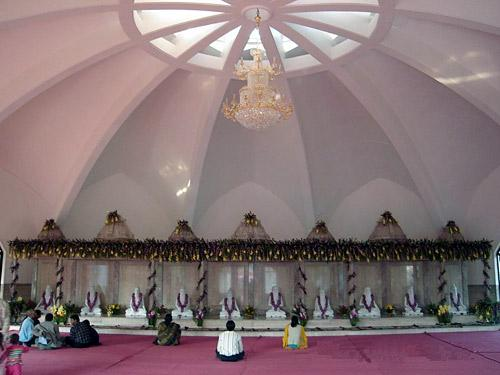
Wnętrze Świątyni Dziewięciu Brahmarszich w aśramie adźapajogi w Jamshedpurze w Indiach.

Guru adźapajogi nauczają, iż technika praktyki jogi zwanej adźapą wywodzi się od dziewięciu synów Brahmy zwanych nawabrahmarszimi. Zgodnie z tą tradycją jednym z brahmarszich jest Daksza. Wszyscy ci brahmarszi biorą udział w kreacji wszechświata i otaczają go swoją opieką. Mając na uwadze powyższe aspekty Guru Janardan Paramahansa, około roku 1970, postanowił stworzyć świątynię ku ich czci. Wizja Guru Janardana została zrealizowana w 1976 roku. Na terenie aśramu adźapajogi w Dimna koło Jamshedpur w Indiach, powstała pierwsza na świecie świątynia poświęcona wszystkim dziewięciu brahmarszim. Następca Guru Janardana, Guru Prasad Paramahansa, około 2001 roku postanowił dokonać przebudowy istniejącej świątyni. Uroczyste otwarcie odnowionej świątyni nastąpiło w dniu 24 grudnia 2006 roku, jest ona wzorowana w swoim wyglądzie na świątyni w Siddhaśramie (dewanagari सिद्धाश्रम, trl. siddhāśrama). Świątynia ta zwana jest Rishi Mandir, czyli Świątynia Ryszich.